# 詩山鳳山寺
詩山鳳山寺，又稱郭山廟，位於中華人民共和國福建省泉州南安市詩山鎮的坊前村，傳說乃廣澤尊王郭忠福坐化之地。

## 摧毁和重建
1966年，南安鳳山寺在文化大革命中被夷為廢墟。1979年，在新加坡、菲律賓、台灣等地信眾捐助下，鳳山寺得以重建。

## 十三行祠
十三太保在台灣的說法是保安廣澤尊王與妙應仙妃的十三個兒子，或是尊王的分身。

#### 神儲說
據傳廣澤尊王與妙應仙妃結婚後，每當夜裡傳出嬰兒哭泣聲，隔天就會看見地上的鋪石如婦人懷胎般的隆起，於是廟祝採石塑像，稱為太保，造形採取廣澤尊王之形貌，在《鳳山寺志略》與《郭山廟志》中均有記載:「鄉人夜間，每聞廟中呱泣聲，比明入視，得泥堆，遂塑像為神之儲，至今凡十三太子，散處崇祀，威鎮廟所奉為長男，自宋己然。」

#### 分身說
中國祖廟的說法則傾向於太保應為廣澤尊王的分靈，如第一個分靈出去的，稱為大太保，以此類推至十三保，分鎮於南安各地。
綜上所述，廣澤尊王十三太保在台灣地區的信仰非常廣泛，太保基本上等同廣澤尊王，且十三太保的外型都與郭聖王如出一轍

### 行祠列表
以下表列出十三位太保各自之神名、出世年份、玉勅聖號、職責以及行祠所在；另外台南的西羅殿也遵循類似於十三行祠的模式而設有十三太保行館，一同補充於下:

| 太保     | 神名 | 出世年份                   | 玉勅聖號             | 職責                                                       | 駐守行祠   | 西羅殿十三行館 |
| -------- | ---- | -------------------------- | -------------------- | ---------------------------------------------------------- | ---------- | -------------- |
| 大太保   | 龍保 | 北宋開寶戊辰元年（968年）  | 玉勅代天巡狩二代欽差 | 帶父工作，監督之職行                                       | 詩山龍山宮 | 西羅殿永興堂   |
| 二太保   | 威保 | 北宋開寶壬申五年（972年）  | 金闕順天尊王         | 管上界及下界之事，又守聖王之祖墳                           | 清溪威鎮廟 | 西羅殿致誠堂   |
| 三太保   | 祖保 | 太平興國丙子元年（976年）  | 五常軍東方武士       | 專司驅邪，犯陰之事                                         | 巨門鰲峰宮 | 西羅殿尊敬堂   |
| 四太保   | 星保 | 太平興國己卯四年（979年）  | 南北巡總指揮         | 負責連絡，大事皆由其連絡、處理                             | 溪頭溪頭宮 | 西羅殿誠敬堂   |
| 五太保   | 顯保 | 太平興國癸未八年（983年）  | 代天行醫             | 精於醫術，常常行醫                                         | 殿阪景福社 | 西羅殿靈寶堂   |
| 六太保   | 貴保 | 北宋雍熙丁亥四年（987年）  | 雙忠尊王             | 主持公道，處理民眾之控訴                                   | 大延壽山宮 | 西羅殿保敬堂   |
| 七太保   | 巽保 | 淳化庚寅元年（990年）      | 東天王               | 主持公道，處理民眾之控訴                                   | 宮下澳頭宮 | 西羅殿敬意堂   |
| 八太保   | 震保 | 淳化甲午五年（994年）      | 武燕王               | 監督，在十三太保之間察巡                                   | 溪東溪東宮 | 西羅殿真誠堂   |
| 九太保   | 兌保 | 咸平戊戌元年（998年）      | 五常君元帥           | 不明                                                       | 山兜銘境宮 | 西羅殿狩義堂   |
| 十太保   | 離保 | 咸平辛丑四年（1001年）     | 查巡天下             | 察巡天下                                                   | 坑柄坑柄宮 | 西羅殿守一堂   |
| 十一太保 | 坤保 | 景德乙巳二年（1005年）     | 金封秀士             | 文士，專辦文字之事                                         | 羅埔駐龍宮 | 西羅殿靈敕堂   |
| 十二太保 | 艮保 | 大中祥符己酉二年（1009年） | 童月王               | 天下巡狩，到處雲遊察巡                                     | 古宅行祠宮 | 西羅殿保靈堂   |
| 十三太保 | 坎保 | 大中祥符丙辰九年（1016年） | 天下總代巡           | 可以上天庭，到地獄，亦可管人間，配有尚方寶劍，可以先斬後奏 | 仙境永安宮 | 西羅殿保安堂   |

## 註解
1. ↑  清光緒丁酉秋刊《郭山廟志》版藏詩山書院記載：考王之分廟始於龍山宮及安溪威鎮廟：一為發祥建，一為瞻塋建。關係非輕，故詳著於廟宇。其餘諸廟雖非若二廟之重，然香火所萃，即靈應所證，不可無以紀之。因就所聞，謹錄如左：
一在本邑十一都巨門鄉鰲峰宮距郭廟三里許；一在本邑十一都溪頭鄉溪頭宮距郭廟三里許；一在本邑十一都殿坂鄉景福社距郭廟三里許；一在本邑十一都大廷鄉壽山宮距郭廟八里許；一在本邑十一都宮下鄉澳頭宮距郭廟十里許；一在本邑十一都溪東鄉溪東宮距郭廟八里許；
一在本邑十二都山兜鄉銘鏡堂距郭廟六里許；一在本邑十二都坑柄鄉坑柄宮距郭廟四里許；
一在本邑十二都羅埔鄉駐龍宮距郭廟九里許；一在本邑十二都古宅鄉行祠宮距郭廟十里許；
一在本邑十三都仙境鄉永安堂距郭廟七里許；以上諸廟與龍山宮、河內廟世所稱為十三行祠也。
2. ↑  其職與六太保大致相同